# The Asylum
The Asylum ([ə'saɪləm], эсайлам, в переводе — «лечебница, психушка») — американская киностудия и дистрибьютор, специализирующаяся на низкобюджетных direct-to-video фильмах. Главным образом известна по созданию фильмов, имитирующих ожидаемые блокбастеры. За данной категорией фильмов устоялся термин «мокбастер» (mockbuster от англ. mock — подделка, пародия). Также это киностудия известно тем что выпускает собственные фильмы, такими являются Акулий торнадо (франшиза). 

## История
Компанию The Asylum основали Дэвид Римави (прежний владелец студии Village Roadshow), Шерри Стрейн, и Дэвид Майкл Летт в 1997 году. Первоначально студия была нацелена на создание низкобюджетных фильмов, главным образом — слэшеров. Но студия не смогла найти свою нишу на рынке из-за конкурентов, например, таких как Lions Gate Entertainment и Millennium Films.
Известной студия стала благодаря мокбастерам — к премьере фильма Стивена Спилберга «Война миров» Asylum выпустила на DVD «свою» версию фильма. Это был очень прибыльный шаг. Также известными стали такие мокбастеры, как «Трансморферы», «Терминаторы», «Титаник 2», «Паранормальная сущность».
Голливудские студии неоднократно пытались засудить конкурента за мошенничество: ведь «если бы они не тратили на рекламу своих фильмов десятки миллионов, никто бы не купил произведенные „The Asylum“ фильмы». В ответ нарушители оправдываются тем, что, выпуская фильм на диске практически одновременно с чужим релизом, они всего лишь хотят, «чтобы его увидело как можно больше людей». Американский суд не может «пришить» «The Asylum» прямой плагиат, поскольку, кроме названия и дизайна обложек, они ничего не заимствуют, содержание же их фильмов обычно лишь отдаленно напоминает оригинальный продукт и, как уверяют авторы, создавалось в «пародийных целях» (пародия же законом, как известно, не запрещена). В итоге приговоры носят чисто косметический характер: от мошенников требуют поменять одно слово в названии, вынести логотип студии на видное место, или слегка придержать релиз..

## Список некоторых мокбастеров студии
| Оригинальный фильм/сериал                                 | Фильм/сериал студии The Asylum («Мокбастер») | Год  |
| --------------------------------------------------------- | -------------------------------------------- | ---- |
| Форсаж                                                    | Форсаж: Демон Скорости                       | 2003 |
| Фредди против Джейсона                                    | Вампиры против зомби                         | 2004 |
| Война миров                                               | Война миров Г.Д. Уэллса                      | 2005 |
| Шесть демонов Эмили Роуз                                  | Экзорцизм: Одержимость Гейл Боурес           | 2005 |
| Кинг-Конг                                                 | Король затерянного мира                      | 2005 |
| У холмов есть глаза                                       | Хиллсайдские каннибалы                       | 2006 |
| Код да Винчи                                              | Сокровище Да Винчи                           | 2006 |
| Пираты Карибского моря                                    | Пираты Острова Сокровищ                      | 2006 |
| Змеиный полёт                                             | Змеиный поезд                                | 2006 |
| Когда звонит незнакомец                                   | Когда звонит убийца                          | 2006 |
| Другой мир: Эволюция                                      | Проклятье Дракулы Брема Стокера              | 2006 |
| Эрагон                                                    | Легенда о Драконе                            | 2006 |
| Чужие против Хищника: Реквием                             | AVH: Чужой против Охотника                   | 2007 |
| Первобытное зло                                           | Хищник Юрского Периода                       | 2007 |
| Трансформеры                                              | Трансморферы                                 | 2007 |
| Попутчик                                                  | Попутчик: Дорога смерти                      | 2007 |
| Я легенда                                                 | Я воин                                       | 2007 |
| Индиана Джонс и Королевство хрустального черепа           | Алан Квотермен и Храм Черепов                | 2008 |
| Классный мюзикл                                           | Мюзикл воскресной школы                      | 2008 |
| Путешествие к центру земли                                | Путешествие в страну динозавров              | 2008 |
| Монстро                                                   | Монстр                                       | 2008 |
| Спиди-гонщик                                              | Стрит Рейсер                                 | 2008 |
| Смертельная гонка                                         | Смертельные гонки                            | 2008 |
| Тройной форсаж: Токийский дрифт                           | Уличный гонщик                               | 2008 |
| День, когда Земля остановилась                            | Когда Земля остановилась                     | 2008 |
| Судный день                                               | 2012: Судный день                            | 2008 |
| 10 000 лет до нашей эры                                   | 100 000 000 лет до нашей эры                 | 2008 |
| Терминатор: Да придёт спаситель                           | Терминаторы                                  | 2009 |
| Трансформеры: Месть падших                                | Трансморферы 2: Закат Человечества           | 2009 |
| Затерянный мир                                            | Земля динозавров                             | 2009 |
| Аватар                                                    | Принцесса Марса                              | 2009 |
| Сорокалетний девственник                                  | 18-летняя девственница                       | 2009 |
| Паранормальное явление                                    | Паранормальная сущность                      | 2009 |
| 2012                                                      | 2012:Сверхновая                              | 2009 |
| Шерлок Холмс                                              | Угроза из прошлого                           | 2010 |
| Битва титанов                                             | Семь приключений Синдбада                    | 2010 |
| Титаник                                                   | Титаник 2                                    | 2010 |
| Пираньи 3D                                                | Мега-пиранья                                 | 2010 |
| Тор (фильм)                                               | Могучий Тор (фильм)                          | 2011 |
| Инопланетное вторжение: Битва за Лос-Анджелес             | Битва за Лос-Анджелес                        | 2011 |
| Форсаж 5                                                  | 300 километров в час                         | 2011 |
| 2012                                                      | 2012: Ледниковый период                      | 2011 |
| Мушкетёры                                                 | Приключения мушкетёров                       | 2011 |
| Белоснежка: Месть гномов                                  | Белоснежка братьев Гримм                     | 2012 |
| Морской бой                                               | Американский боевой корабль                  | 2012 |
| Прометей                                                  | Происхождение чужих                          | 2012 |
| Президент Линкольн: Охотник на вампиров                   | Авраам Линкольн против зомби                 | 2012 |
| Отвязные каникулы                                         | Весенний праздник бикини                     | 2012 |
| Хоббит: Нежданное путешествие                             | Битва империй                                | 2012 |
| Железное небо                                             | Нацисты в центре Земли                       | 2012 |
| Гензель и Гретель: Охотники на ведьм                      | Гензель и Грета                              | 2013 |
| Джек — покоритель великанов                               | Джек — убийца великанов                      | 2013 |
| После нашей эры                                           | Земной апокалипсис                           | 2013 |
| Тихоокеанский рубеж                                       | Атлантический рубеж                          | 2013 |
| Геракл                                                    | Геракл: Возрождение                          | 2014 |
| Ярость                                                    | Последняя битва                              | 2014 |
| Ходячие мертвецы                                          | Нация Z                                      | 2014 |
| Неудержимые 3                                             | Наёмницы                                     | 2014 |
| Мстители: Эра Альтрона                                    | Мстители: Гримм                              | 2015 |
| Разлом Сан-Андреас                                        | Землетрясение в Сан-Андреас                  | 2015 |
| Марсианин                                                 | Марсианские земли                            | 2015 |
| Зверинец                                                  | Зоозомби                                     | 2016 |
| В поисках Дори                                            | Дорога домой Иззи                            | 2016 |
| Бен-Гур                                                   | Во имя Бен-Гура                              | 2016 |
| День независимости: Возрождение                           | День независимых                             | 2016 |
| Отряд самоубийц                                           | Зловещий отряд                               | 2016 |
| Охотники за привидениями                                  | Искатели привидений                          | 2016 |
| Великолепная семёрка                                      | Смертельная семёрка                          | 2016 |
| Тролли                                                    | Тролляндия                                   | 2016 |
| Планета обезьян                                           | Планета акул                                 | 2016 |
| Меч короля Артура                                         | Король Артур и Рыцари Круглого стола         | 2017 |
| Форсаж 8                                                  | Форсаж ярости                                | 2017 |
| Геошторм                                                  | Геокатастрофа                                | 2017 |
| Тачки 3                                                   | Невероятные тачки                            | 2017 |
| Чужой: Завет                                              | Инопланетный контакт                         | 2017 |
| Дюнкерк                                                   | Дюнкеркская операция                         | 2017 |
| Мег: Монстр глубины                                       | Мегалодон                                    | 2018 |
| Тихоокеанский рубеж 2                                     | Атлантический рубеж 2                        | 2018 |
| Tomb Raider: Лара Крофт                                   | Расхитительница гробниц                      | 2018 |
| Мир юрского периода 2                                     | Мир Триасового периода                       | 2018 |
| Бамблби                                                   | Шершень                                      | 2018 |
| Зоо-апокалипсис                                           | Зоозомби 2                                   | 2019 |
| Годзилла 2: Король монстров                               | Остров монстров                              | 2019 |
| Кладбище домашних животных                                | Кладбище домашних животных                   | 2019 |
| Разлом Сан-Андреас                                        | Сан-Андреас: Мегаземлетрясение               | 2019 |
| Аладдин                                                   | Приключения Аладдина                         | 2019 |
| Оно 2                                                     | Клоун                                        | 2019 |
| Послезавтра                                               | Арктический апокалипсис                      | 2019 |
| Джуманджи: Новый уровень                                  | Последний уровень: Побег из Ранкалы          | 2019 |
| Звёздные войны: Скайуокер. Восход                         | Космические баталии                          | 2020 |
| Вперед                                                    | Домой                                        | 2020 |
| Форсаж 9                                                  | Форсаж: Смертельная гонка                    | 2020 |
| Топ Ган: Мэверик                                          | Опасное небо                                 | 2020 |
| Охотник на чудовищ                                        | Охотники на монстров                         | 2020 |
| Послезавтра                                               | Апокалипсис льда                             | 2020 |
| Падение Луны                                              | Луна-метеорит                                | 2020 |
| Мир юрского периода: Господство (Jurassic World Dominion) | Охота Триасового периода                     | 2021 |
| Годзилла против Конга                                     | Обезьяна против монстра                      | 2021 |
| Круиз по джунглям                                         | Забег по джунглям                            | 2021 |
| Дюна                                                      | Планета Дюна                                 | 2021 |
| Топ Ган: Мэверик                                          | Опасное Небо. Мертвая Зона                   | 2022 |
| Морбиус                                                   | Дракула: Первый живой вампир                 | 2022 |
| Титаник                                                   | Титаник 666                                  | 2022 |
| Падение Луны и Не смотрите наверх                         | Разлом Луны                                  | 2022 |
| Тор: Любовь и гром                                        | Тор, бог молний                              | 2022 |
| Мир юрского периода: Господство (Jurassic World Dominion) | Jurassic Domination                          | 2022 |
| Быстрее пули                                              | Bullet Train Down                            | 2022 |
| Аватар: Путь воды                                         | Битва за Пандору                             | 2022 |

Также студия стала известна серией независимых фильмов:
- 1999 — Юное дитя[англ.]
- 2001 — Лондиниум[англ.]
- 2002 — Пугало
- 2003 — Пугало-убийца
- 2004 — Долина смерти
- 2005 — Инопланетное похищение[англ.]
- 2005 — Неумершие: Хроники Боли[англ.]
- 2006 — Хэллоуин. Праздник смерти[англ.]
- 2007 — Апокалипсис: Последний день[англ.]
- 2007 — Наутилус: Повелитель океана
- 2007 — 666: Число зверя (666: The Beast) — фильм режиссёра Ника Эверхарта, сиквел фильма «Наследник дьявола» (666: The Child).
- 2007 — Шоу уродов
- 2008 — Война миров: Вторжение[англ.] — сиквел фильма «Война миров Г.Д. Уэллса[англ.]». Режиссёр — Дэвид Майкл Лэтт, основатель студии.
- 2009 — Непристойное кино[англ.] — секс-комедия режиссёра Эрика Форсберга.
- 2009 — Мега-акула против гигантского осьминога
- 2010 — Мальчишник: Первый опыт[англ.]
- 2010 — Авиакатастрофа[англ.]
- 2010 — Мега-акула против Крокозавра
- 2010 — Моби Дик
- 2011 — Апокалипсис зомби
- 2011 — Призрак Амитивилля[англ.]
- 2011 — Принцесса и пони[англ.]
- 2011 — Мега-питон против Гатороида — самый ожидаемый проект Asylum в сотрудничестве с телеканалом Syfy Universal. Режиссёр фильма — Мэри Ламберт («Кладбище домашних животных» 1989 года).
- 2011 — Barely Legal[англ.]
- 2012 — Задержи дыхание
- 2012 — Атака двухголовой акулы
- 2012 — Секс-плёнка со знаменитостями
- 2013 — 100 градусов ниже нуля (режиссёр Джон Рис-Дэвис).
- 2013 — 13/13/13[англ.]
- 2013 — Шторм на 500 миль в час
- 2013 — Одни на Рождество
- 2013 — Аттила
- 2013 — Social Nightmare
- 2013 — Стонадос
- 2013 — Акулий торнадо
- 2013 — Эра динозавров
- 2014 — Самолёт против вулкана
- 2014 — Азиатские школьницы[англ.]
- 2014 — Астероид против Земли
- 2014 — Бермудские щупальца
- 2014 — Мега-акула против Меха-акулы
- 2014 — Акулий торнадо 2: Второй по счёту
- 2014 — Blood Lake (Blood Lake)
- 2015 — Рейс 1942
- 2015 — Мега-акула против Колосса
- 2015 — Акулий торнадо 3
- 2015 — Полёт. Мировая Война 2[англ.]
- 2015 — Нападение трёхголовой акулы[англ.]
- 2016 — Акулий торнадо 4: Пробуждение
- 2016 — Маленькая мёртвая шапочка
- 2017 — Школа юрского периода
- 2017 — Ледяные акулы
- 2017 — Акулий торнадо 5: Глобальное роение
- 2017 — Если бы взгляды могли убивать
- 2017 — Стихийное бедствие
- 2017 — Злая няня
- 2017 — Свадебный ужас
- 2017 — Нападение пятиглавой акулы
- 2017 — Империя акул
- 2017 — Троя: Одиссей
- 2017 — Наёмницы 2
- 2018 — Лавовые акулы
- 2018 — Lightning Superstorm (дословно — Супермолния)
- 2018 — Нападение шестиглавой акулы
- 2018 — Последний акулий торнадо: как раз вовремя
- 2019 — Чёрное лето
- 2020 — Столкновение с Землей
- 2020 — Сезон акул
- 2020 — Астероидогеддон
- 2020 — Воздушная битва авиалайнеров

## The Asylum в России
В России продукцию компании Asylum на DVD-дисках выпускает компания «Lizard Cinema Trade». Они часто меняют оригинальное название фильма (например, «Мега-Акула против Гигантского Осьминога» было заменено на «Два миллиона лет спустя», «Атака двухголовой акулы» на «Угроза из глубины», «Путешествие в страну динозавров» на «Путешествие В центр земли», а «Мега-Пиранья» на «Пираньи: Идеальные хищники»), а также создают свою обложку фильма, более красивую, чем американская версия. Тем самым они делают свои диски более привлекательными для зрителей.